# فقاعات الحلمة
الفقاعة الحلمية هي بثرة على الحلمة يمكن أن تكون مملوءة بسائل مصلي أو سائل آخر. قد تكون ذات لون وردي أو أصفر فاتح. تكون رقيقة الجدار وقد تظهر كبثرة صغيرة، يزيد قطرها عن 5 ملم. يمكن أيضًا الإشارة إليها باسم بولا. بعض الأطباء قد يعتبرون البثور الحليبية نوعًا من الفقاعات. بالإضافة إلى ذلك، يمكن أن يُطلق على انسداد غدة مونتغمري أيضًا اسم الفقاعة الحلمية، رغم أن سببها يختلف عن الفقاعة المملوءة بالحليب أو السائل المصلي على الحلمة. في بعض الحالات، قد تكون الفقاعة مرتبطة بانسداد كيس دهني مجاور.